# Hobq Shamo
Hobq Shamo, Qubqi Shamo (chiń. upr. 库布齐沙漠; chiń. trad. 庫布齊沙漠; pinyin Kùbùqí Shāmò) – pustynia w północnych Chinach, w Mongolii Wewnętrznej, w północnej części prefektury miejskiej Ordos, na terytorium chorągwi Dalad i Hanggin, na południe od zakola Huang He. Rozciąga się równoleżnikowo na długości ok. 270 km i szerokości 15-70 km, zajmując powierzchnię ok. 16,1 tys. km². 80% powierzchni obejmują wydmy wędrujące, głównie barchany i gwiaździste ciągi wydmowe wznoszące się na wysokość 10–15 m (najwyższe 50 m). Wydmy ustalone i ustalane występują przeważnie na obrzeżach pustyni, zwłaszcza na południu, i porośnięte są m.in. Meconopsis sphaerocephala, Caragana korshinskii, Agriophyllum squarrosum, Phyllostachys propinqua i Nitraria tangutorum. Bywają one wykorzystywane do wypasania zwierząt. We wschodniej części pustynia przecięta jest kilkoma niewielkimi rzekami spływającymi w kierunku północnym.